# Římskokatolická farnost Chelčice
Římskokatolická farnost Chelčice je územním společenstvím římských katolíků v rámci strakonického vikariátu Českobudějovické diecéze.

## O farnosti

### Historie
V Chelčicích existovala od roku 1360 plebánie. Původně románský farní kostel sv. Martina byl rozšířen a přestavěn v letech 1728–1730.

### Současnost
Farnost Chelčice je administrována ex currendo z Vodňan.
| Kostel             | Místo      | Bohoslužba             | Bohoslužba             | Poznámka     |
| ------------------ | ---------- | ---------------------- | ---------------------- | ------------ |
| Kostel sv. Martina | Chelčice   | sobota                 | 16.00                  | farní kostel |
| Kaple              | Truskovice | neslouží se pravidelně | neslouží se pravidelně | obecní kaple |